# Xã Bunker, Quận Kidder, Bắc Dakota
Xã Bunker (tiếng Anh: Bunker Township) là một xã thuộc quận Kidder, tiểu bang Bắc Dakota, Hoa Kỳ. Năm 2010, dân số của xã này là 22 người.